# Ginástica nos Jogos Olímpicos de Verão de 1936
A ginástica nos Jogos Olímpicos de Verão de 1936 foi realizada em Berlim, na Alemanha, com nove eventos disputados sendo oito masculinos e um feminino.

## Eventos
Ginástica artística
Nove conjuntos de medalhas foram concedidos nos seguintes eventos:
- Equipes masculinas
- Individual geral masculino
- Solo masculino
- Salto sobre o cavalo masculino
- Cavalo com alças masculino
- Argolas masculino
- Barra fixa masculino
- Barras paralelas masculino
- Equipes femininas

## Medalhistas
Masculino
| Evento                    | Ouro | Prata | Bronze |
| ------------------------- | --- | --- | --- |
| Equipes detalhes          | Franz Beckert Konrad Frey Alfred Schwarzmann Willi Stadel Inno Stangl Walter Steffens Matthias Volz Ernst Winter GER Alemanha | Walter Bach Albert Bachmann Walter Beck Eugen Mack Georges Miez Michael Reusch Eduard Steinemann Josef Walter SUI Suíça | Mauri Nyberg-Noroma Veikko Pakarinen Aleksanteri Saarvala Heikki Savolainen Esa Seeste Einari Teräsvirta Eino Tukiainen Martti Uosikkinen FIN Finlândia |
| Individual geral detalhes | Alfred Schwarzmann GER Alemanha                                                                                               | Eugen Mack SUI Suíça | Konrad Frey GER Alemanha |
| Solo detalhes             | Georges Miez SUI Suíça | Josef Walter SUI Suíça                                                                                                  | Konrad Frey GER Alemanha Eugen Mack SUI Suíça |
| Salto detalhes            | Alfred Schwarzmann GER Alemanha                                                                                               | Eugen Mack SUI Suíça | Matthias Volz GER Alemanha |
| Barra fixa detalhes       | Aleksanteri Saarvala FIN Finlândia                                                                                            | Konrad Frey GER Alemanha                                                                                                | Alfred Schwarzmann GER Alemanha |
| Cavalo com alças detalhes | Konrad Frey GER Alemanha | Eugen Mack SUI Suíça | Albert Bachmann SUI Suíça |
| Barras paralelas detalhes | Konrad Frey GER Alemanha | Michael Reusch SUI Suíça                                                                                                | Alfred Schwarzmann GER Alemanha |
| Argolas detalhes          | Alois Hudec TCH Checoslováquia                                                                                                | Leon Štukelj YUG Iugoslávia                                                                                             | Matthias Volz GER Alemanha |

Feminino
| Evento           | Ouro | Prata | Bronze |
| ---------------- | --- | --- | --- |
| Equipes detalhes | Anita Bärwirth Erna Bürger Isolde Frölian Friedl Iby Trudi Meyer Paula Pöhlsen Julie Schmitt Käthe Sohnemann GER Alemanha | Jaroslava Bajerová Vlasta Děkanová Božena Dobešová Vlasta Foltová Anna Hřebřinová Matylda Pálfyová Zdeňka Veřmiřovská Marie Větrovská TCH Checoslováquia | Margit Csillik Margit Kalocsai Ilona Madary Gabriella Mészáros Margit Nagy Olga Tőrös Judit Tóth Eszter Voit HUN Hungria |

## Quadro de medalhas
| Ordem | País               | Medalha de ouro | Medalha de prata | Medalha de bronze |    |
| ----- | ------------------ | --------------- | ---------------- | ----------------- | -- |
| 1     | GER Alemanha       | 6               | 1                | 6                 | 13 |
| 2     | SUI Suíça          | 1               | 6                | 2                 | 9  |
| 3     | TCH Checoslováquia | 1               | 1                |                   | 2  |
| 4     | FIN Finlândia      | 1               |                  | 1                 | 2  |
| 5     | YUG Iugoslávia     |                 | 1                |                   | 1  |
| 6     | HUN Hungria        |                 |                  | 1                 | 1  |
| TOTAL | TOTAL              | 9               | 9                | 10                | 28 |